# Ataenius temperei
Ataenius temperei är en skalbaggsart som beskrevs av Fortuné Chalumeau och Leopold F. Gruner 1974. Ataenius temperei ingår i släktet Ataenius och familjen Aphodiidae. Inga underarter finns listade.